# Carnet de la patria
Il Carnet de la Patria è un documento di riconoscimento emesso dalla Repubblica Bolivariana di Venezuela.

## Storia
Questo documento elettronico di identità è stato creato nel 2017 per volere del Presidente Nicolas Maduro Moros, con l'intento di regolarizzare la modalità di assegnazione dei benefici sociali sulla base del reddito delle persone fisiche. L'impiego principale del Carnet de la Patria è la verifica della situazione socioeconomica del cittadino col fine di stabilire l'idoneità al conferimento di alimenti e beni di prima necessità attraverso il programma dei CLAP, i comitati locali di approvvigionamento e produzione. Viene altresì impiegato per assegnare borse di studio agli studenti o per la partecipazione ad altri programmi di sviluppo sociale varati dal governo bolivariano del Venezuela.

## Critiche da parte dell'opposizione venezuelana
Dalla sua introduzione, la carta sociale del governo chavista ha attirato le critiche dei vari settori dell'opposizione venezuelana, che hanno bollato il documento come uno strumento di ricatto sociale usato per avvantaggiare i cittadini che giurano fedeltà al governo e al chavismo. Tali critiche non sono aderenti al vero in quanto il Carnet de la Patria non è una tessera di partito e non è richiesta l'iscrizione al PSUV per ottenerlo.